# Herman Willemse
Herman Willemse (Schagen, 22 maggio 1934 – Amsterdam, 7 luglio 2021) è stato un nuotatore olandese.
Specializzato nel nuoto di fondo, era soprannominato l'Olandese Volante.

## Carriera

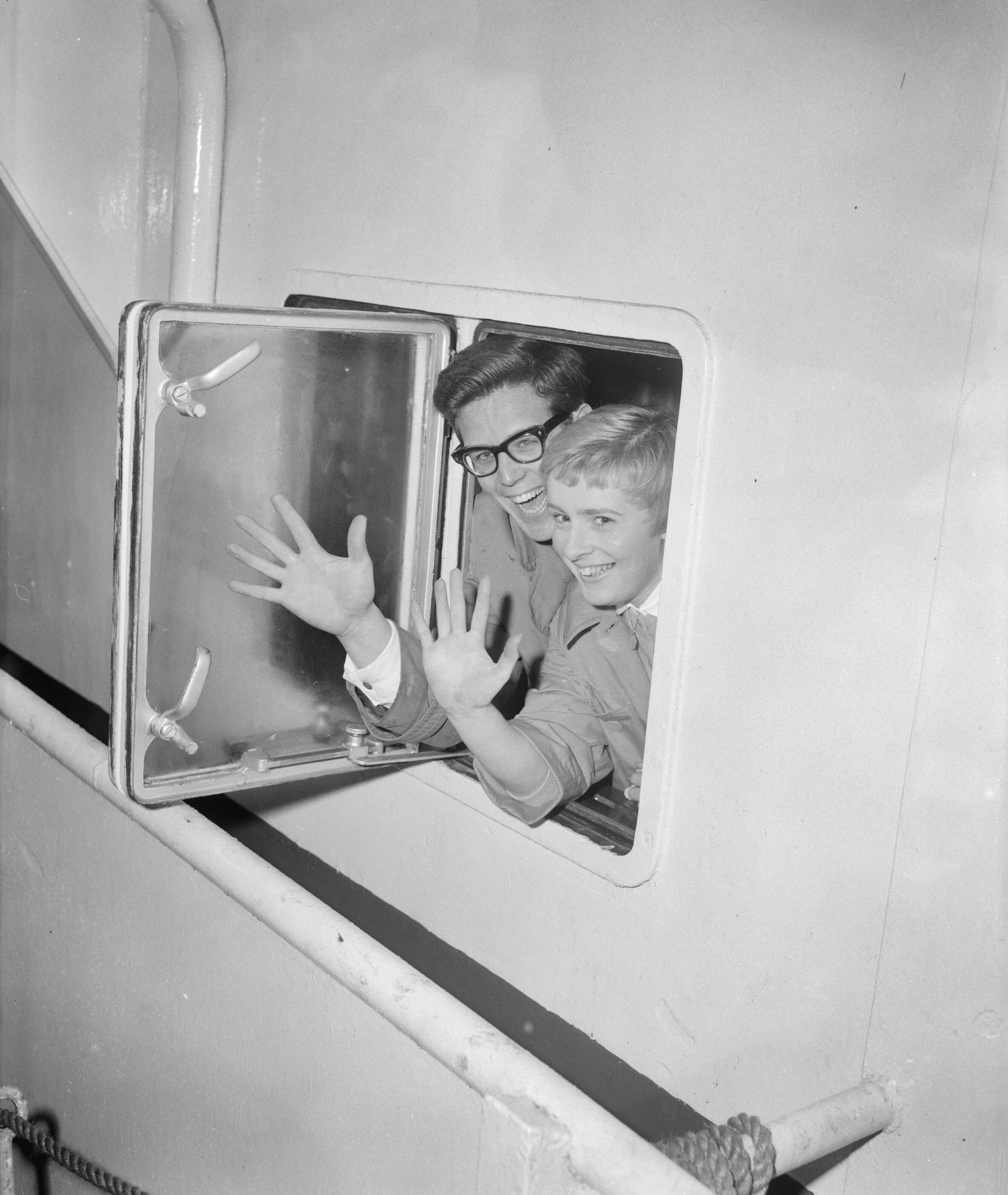
Herman Willemse insieme alla collega Mary Kok nel 1960

Herman Willemse debuttò giovanissimo nel panorama natatorio, dedicandosi allo stile libero. Ottenne tredici titoli olandesi e, tra il 1952 e il 1958 stabilì diciannove record nazionali su tutte le distanze dello stile libero (100 m, 200 m, 400 m, 800 m, 1500 m). Willemse era solito allenarsi nel canale Amsterdam-Reno perché non c'erano piscine professionali nella sua città.
Nel 1959 passò al nuoto di fondo, che gli regalò una grande fama e una lunga fila di successi per tutto l'arco degli anni sessanta. Fu il secondo olandese ad attraversare a nuoto il canale della Manica, compiendo l'impresa in dodici ore e quarantanove minuti. Dopo il 1964, quando venne introdotto il sistema di ranking a punti, Willemse venne classificato secondo nuotatore di fondo al mondo dopo Abdellatief Abouheif per tre anni di seguito.
Tra il 1960 e il 1964, si aggiudicò per cinque edizioni consecutive la vittoria della Around-the-Island Marathon Swim; la perdita di interesse degli scommettitori nell'assistere ad una gara che lo vedeva trionfare ogni volta portò gli organizzatori ad interrompere l'evento a partire dal 1965.
Willemse era conosciuto per il suo approccio scientifico prima di ogni gara: studiava, infatti, le condizioni dell'acqua per impostare la migliore strategia e a volte arrivava a ritirarsi se la temperatura era ritenuta troppo bassa.
Nonostante i risultati, Herman Willemse non partecipò mai ai Giochi Olimpici; nel 1952 fu ritenuto troppo giovane, nel 1956 i Paesi Bassi boicottarono l'evento e nel 1960 era registrato come nuotatore professionista, mentre il regolamento olimpico imponeva che i partecipanti fossero dilettanti.
Nell'arco della carriera, collezionò quattordici titoli nelle maratone di nuoto superiori alle dieci miglia. Oltre all'attività di nuotatore, svolgeva la professione di insegnante di scuola elementare. Per due anni fu l'allenatore del nuotatore Johan Schans.
Dopo essersi ritirato dal nuoto, Willemse si dedicò all'attività di skipper trasportando ospiti paganti intorno alla Norvegia in barca a vela insieme a sua moglie. Pubblicò inoltre un libro biografico intitolato Marathonzwemmen. Nel 2008 fu inserito nell'International Swimming Hall of Fame.
Herman Willemse morì all'età di ottantasette anni nel luglio del 2021.

## Palmarès[7]
- St. John Lake Swim (1961, Canada, 30 km) – 1º classificato, 10h 7min
- St. John Lake Swim (1962, Canada, 30 km) – 1º classificato, 9h 3min
- St. John Lake Swim (1963, Canada, 30 km) – 1º classificato, 8h 32min
- Around-the-Island Marathon Swim (1960, Atlantic City, USA, 36 km) – 1º classificato, 10h 30min
- Around-the-Island Marathon Swim (1961, Atlantic City, USA, 36 km) – 1º classificato, 11h 14min
- Around-the-Island Marathon Swim (1962, Atlantic City, USA, 36 km) – 1º classificato, 11h 35min
- Around-the-Island Marathon Swim (1963, Atlantic City, USA, 36 km) – 1º classificato, 10h 31min
- Around-the-Island Marathon Swim (1964, Atlantic City, USA, 36 km) – 1º classificato, 10h 08min
- National Exhibition race (1961, Canada, 24 km) – 1º classificato, 6h 54min
- National Exhibition race (1962, Canada, 24 km) – 1º classificato, 6h 38min
- La Descente ou remontée du Saguenay (1966, Canada, 37 km) – 1º classificato, 6h 15min
- Tois Riviere (1961–1963 and 1965, Canada, 16 km) – 1º classificato (4 volte)
- Santa Fe-Coronda (1963, Argentina, 58 km) – 1º classificato
- Santa Fe-Coronda (1964, Argentina, 58 km) – 3º classificato
- Santa Fe-Coronda (1966, Argentina, 58 km) – 3º classificato
- Hernandaras-Parana (Argentina, 88 km) – 1º classificato

## Opere
- Herman Willemse e Herman Kuiphof, Marathonzwemmen, Meander, 1970, ISBN 9789060610268.